# 레크레스 (1984년 영화)
《레크레스》(Reckless)는 미국에서 제작된 제임스 폴리 감독의 1984년 드라마, 멜로/로맨스, 코미디 영화이다. 에이단 퀸 등이 주연으로 출연하였다.

## 출연

### 주연
- 에이단 퀸
- 대릴 한나

### 조연
- 케네스 맥밀란
- 클리프 드 영